# Halle-Hunnebergs platåer
Halle-Hunnebergs platåer är ett naturreservat i Grästorps kommun och Vänersborgs kommun i Västra Götalands län.
Området är naturskyddat sedan 1982 och är 36, 6 kvadratkilometer stort. Det skapades samtidigt som dess systerreservat Halle- och Hunnebergs platåer.